# 吉村康佑
吉村 康佑（よしむら こうすけ、1991年5月3日 - ）は、日本の元男子バレーボール選手である。

## 来歴
長崎県佐世保市出身。両親の影響で小学4年生からバレーボールを始める。
佐世保南高等学校、早稲田大学を経て、2013/14シーズン、V・プレミアリーグ（当時のVリーグ1部リーグ）に所属するパナソニックパンサーズの内定選手となった。
2014年、大学卒業後に、パナソニックパンサーズに入団した。入団1シーズン目となる2014/15シーズンにV・プレミアリーグの試合に出場し、Vリーグデビューを果たした。
2015年、2014/15シーズン終了をもって現役を引退し、サポートスタッフに就任。2017年、2016/17シーズン終了をもってサポートスタッフを退任した。退任後は社業に専念。

## 所属チーム
- 佐世保南高等学校（2007-2010年）
- 早稲田大学（2010-2014年）
- パナソニックパンサーズ（2014-2015年）